# Johannes Schmidt
Pour les articles homonymes, voir Schmidt.
Johannes Friedrich Heinrich Schmidt (29 juillet 1843 – 4 juillet 1901) est un linguiste prussien qui développe la théorie ondulatoire (Wellentheorie) sur les langues indo-européennes, émise en 1872, relative au développement du langage.

## Biographie
Après son baccalauréat à Stettin, le jeune homme, alors âgé de dix-sept ans, commence à étudier la philologie classique à l'université de Bonn avec Friedrich Ritschl et Otto Jahn au semestre d'été 1861. La même année, il adhère à la Bonner Burschenschaft Frankonia.
Schmidt est enterré au cimetière du Souvenir de l'Empereur Guillaume à Charlottenbourg (actuel quartier de Berlin-Westend). Sa tombe n'a pas été conservée.

## Publications
- Zur Geschichte des indogermanischen Vocalismus. Erste Abteilung, Weimar, H. Böhlau, 1871.
- Die Verwandtschaftsverhältnisse der indogermanischen Sprachen, Weimar, H. Böhlau, 1872.
- Zur Geschichte des indogermanischen Vocalismus. Zweite Abteilung, Weimar, H. Böhlau, 1875.
- Die Pluralbildungen der indogermanischen Neutra, Weimar, H. Böhlau, 1889.
- Kritik der Sonantentheorie. Eine sprachwissenschaftliche Untersuchung, Weimar, H. Böhlau, 1895.